# آنا بولو
آنا بولو (بالسويدية: Anna Fickesdotter)‏ هي لغوية ومترجمة سويدية، ولدت في عقد 1440، وتوفيت في 1519.